# Zotalemimon vitalisi
Zotalemimon vitalisi är en skalbaggsart som först beskrevs av Maurice Pic 1938.  Zotalemimon vitalisi ingår i släktet Zotalemimon och familjen långhorningar.
Artens utbredningsområde är Laos. Inga underarter finns listade i Catalogue of Life.